# Ivan Vassilievitch change de profession
Pour plus de détails, voir Fiche technique et Distribution.
Ivan Vassilievitch change de profession (en russe : Иван Васильевич меняет профессию, Ivan Vassilievitch meniaet professiyou) est un film comique soviétique réalisé par Leonid Gaïdaï, sorti en 1973, adaptation libre de la pièce de théâtre de Mikhaïl Boulgakov, Ivan Vassilievitch (1965), pièce inspirée par son œuvre antérieure Béatitude (1934).

## Synopsis
L'ingénieur Timofeïev tente de construire une machine à voyager dans le temps. Soudain sa machine se met en marche et met en relation l'appartement de l'ingénieur avec le palais d'Ivan le Terrible, lequel découvre ainsi la vie moderne. Dans le même temps, le retraité Bouncha et le voleur Georges, qui se trouvaient chez l'ingénieur, ont fait le voyage inverse...

## Fiche technique
(Sauf mention contraire, cette fiche technique est établie à partir d’IMDb.)
- Titre original : Иван Васильевич меняет профессию
- Titre français : Ivan Vassilievitch change de profession
- Réalisation : Léonide Gaïdaï
- Scénario : Vladlen Bakhnov (pl) et Léonide Gaïdaï d'après la pièce de Mikhaïl Boulgakov
- Directeur de la photographie : Vitali Abramov et Sergueï Polouïanov
- Costumes : Nadejda Bouzina
- Maquillage : Alexeï Tétourkine
- Animation et effets visuels : Igor Félitsyne et Alexandre Klimenko
- Montage : K. Aleïéva
- Musique : Alexandre Zatsépine et Léonide Derbéniov
- Production : Alexandre Achkinazi
- Sociétés de production : Mosfilm
- Pays d'origine :  Union soviétique
- Langue : russe
- Format : Couleur et noir et blanc - Dolby stéréo
- Genre : Comédie, science-fiction
- Durée : 93 minutes
- Dates de sortie : 
  - Union des Républiques socialistes soviétiques : 17 septembre 1973

## Distribution
- Youri Yakovlev : Ivan le Terrible / Ivan Vassilievitch Bouncha
- Léonide Kouravliov : Georges Miloslavski
- Alexandre Demianenko : Alexandre "Chourik" Timofeïev
- Natalia Selezniova : Zina
- Natalia Kratchkovskaïa : Ouliana Andreïevna Bouncha
- Vladimir Etouch : Anton Semionovitch Chpak
- Mikhaïl Pougovkine : le chef Yakine
- Natalia Koustinskaïa : la maîtresse de Yakine
- Sergueï Filippov : ambassadeur suédois
- Saveli Kramarov : Feofan le clerc
- Edouard Brédoun : le vendeur au marché noir
- Natalia Gourzo : assistante dentaire de Chpak
- Nina Maslova : la tsarine Marfa
- Viktor Ouralski : le policier sergent-major
- Léonide Gaïdaï : l'assistant de Yakine

## Autour du film
Le film a été l'un des plus vus en URSS et en Russie, réalisant plus de 60 millions d'entrées lors de sa sortie en 1973.